# Regimento de Artilharia da Suécia
O  Regimento de Artilharia  (em sueco  Artilleriregementet ), também designado pela sigla A 9, foi uma unidade de artilharia do Exército da Suécia - entre 2000 e 2021 - estacionada na cidade de Boden, no Norte da Suécia.

O regimento foi extinto em 2021, dando origem a duas novas unidades - o Regimento de Artilharia de Boden (A 8, em Boden) e o Regimento de Artilharia de Bergslagen (A 9, em Kristinehamn).

O antigo Regimento de Artilharia estava vocacionado para descobrir e atingir alvos a grande distância, com competência especial para a guerra de inverno.

Estava equipado com o Archer, um sistema automático de artilharia auto-propulsada de 155mm e com o Arthur, um sistema de radar de artilharia.

## Organização

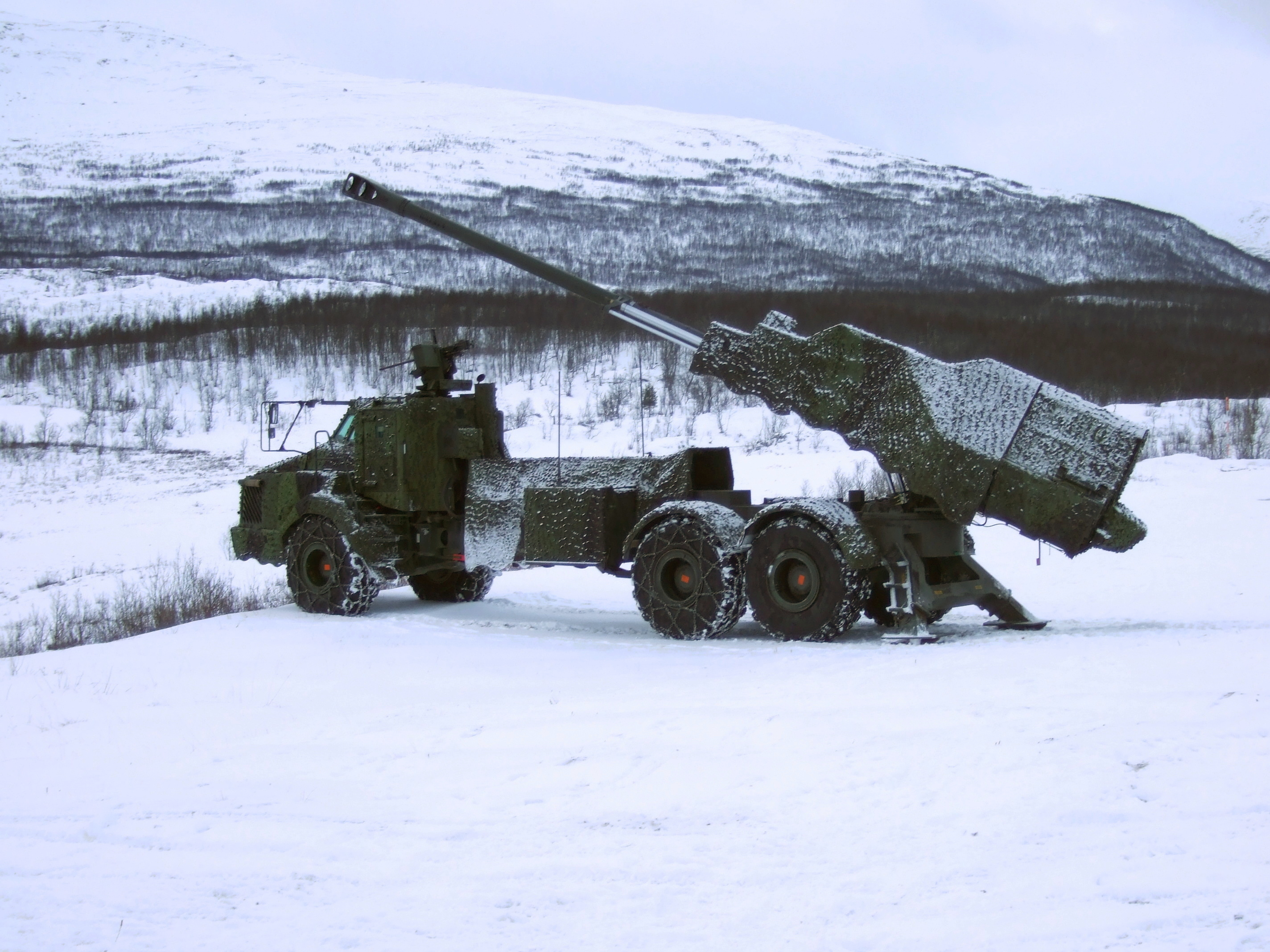
Archer sistema automático de artilharia auto-propulsada.

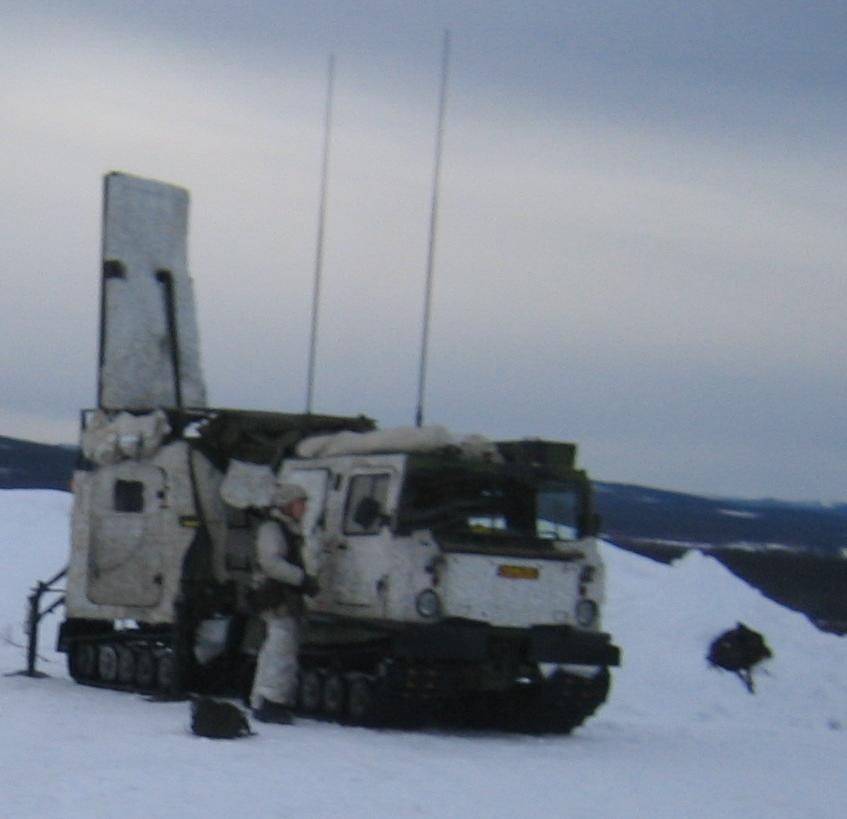
Sistema de radar Arthur com camuflagem de inverno.

Este regimento era composto por dois batalhões de artilharia, albergando também a Escola de Combate de Artilharia.

O pessoal da base era constituído por 173 oficiais profissionais, 167 sargentos e praças permanentes, 163 sargentos e praças temporários , 12 funcionários civis e 268 oficiais da reserva.